# Édouard Barthe
Édouard Barthe (ur. 26 maja 1882 w Béziers, zm. 25 lipca 1949 w Paryżu) – francuski polityk.
Reprezentował Oddział Francuski Międzynarodówki Robotniczej (SFIO) (1910–1933), Parti socialiste de France-Union Jean Jaurès, (PSdF) (1933–1935) oraz Union socialiste républicaine (USR) (1935–1940) w Izbie Deputowanych.
10 lipca 1940 głosował za przyznaniem specjalnych uprawnień dla rządu Pétaina, co kończyło istnienie III Republiki Francuskiej i było początkiem Francji Vichy.
W latach 1948–1949 był senatorem.